# Galago moholi
Espèce
Statut de conservation UICN

 LC  : Préoccupation mineure
Statut CITES
Galago moholi est une espèce de primate strepsirrhinien du genre Galago.
On le rencontre dans les forêts tropicales de l'Angola, au Botswana, au Burundi, en République démocratique du Congo, au Malawi, au Mozambique, en Namibie, au Rwanda, en Afrique du Sud, au Swaziland, en Tanzanie, en Zambie, et au Zimbabwe.
- Longueur : 15–18 cm
- Queue : 12–25 cm
- Poids : 150-250 g
- Sociabilité : groupe familiaux
- Statut : commun

## Distribution géographique

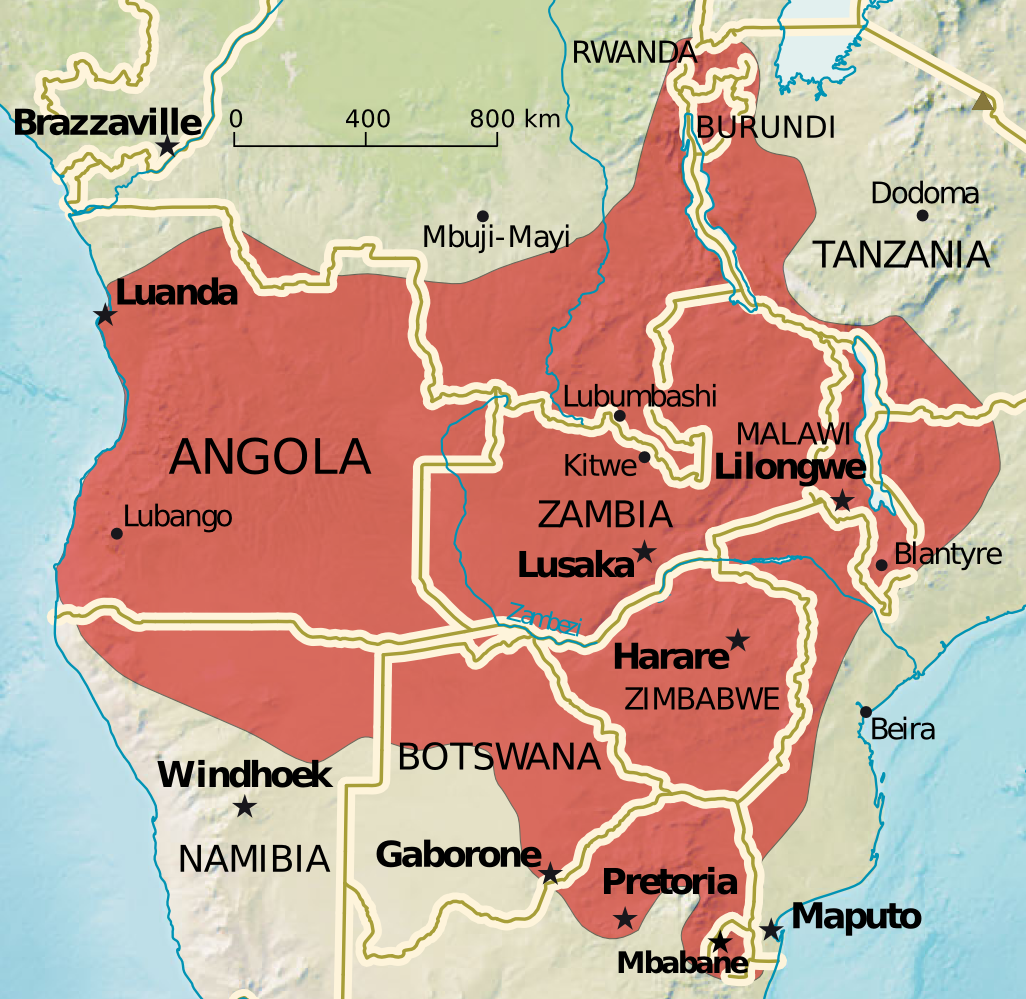
Répartition géographique.